# Cloreto de ferro (II)
Cloreto de ferro (II), também conhecido como cloreto ferroso, é o composto químico de fórmula FeCl2. É um sólido de alto ponto de fusão, paramagnético, usualmente obtido como um sólido quase branco.  FeCl2 cristaliza-se de soluções aquosas como um sólido esverdeado tetrahidrato, forma na qual o sal é mais comumente encontrado no comércio e em laboratório.

## Síntese
A síntese clássica deste haleto metálico envolve a ação do ácido clorídrico sobre o metal:
Fe + 2 HCl → FeCl2 + H2
Para o FeCl2, a síntese é mais convenientemente conduzida usando uma solução de ácido clorídrico concentrado em metanol. A reação desta com o ferro dá o solvato de metanol [Fe(MeOH)6]Cl2, o qual sob aquecimento no vácuo a aproximadamente 160 °C dá FeCl2 puro. FeBr2 e FeI2 podem ser preparados analogamente.
Uma síntese laboratorial alternativa de FeCl2 inclui a reação de FeCl3 com clorobenzeno:
2 FeCl3 + C6H5Cl → 2 FeCl2 + C6H4Cl2 + HCl
FeCl2 preparado por este meio apresenta conveniente solubilidade em tetraidrofurano, um solvente comum para reações químicas.
Para uma de suas clássicas sínteses de ferroceno, Wilkinson produziu FeCl2 ao aquecer FeCl3 com pó de ferro.

## Cloreto ferroso hidratado e aquoso
FeCl2 forma complexos com muitos ligantes. Seu mais comum derivado é o hidrato, FeCl2(H2O)4.
Formas hidratadas de cloreto ferroso são produzidas pelo tratamento de resíduos de produção de aço com ácido clorídrico. Tais soluções são denominadas ácido gasto, especialmente quando o ácido clorídrico não é completamente consumido. O "ácido gasto" requer tratamento antes de sua eliminação.

## Reações
FeCl2 reage com dois equivalentes de [(C2H5)4N]Cl para dar o sal [(C2H5)4N]2[FeCl4]. Compostos relacionados que podem ser preparados similarmente incluem os sais [MnCl4]2-, [MnBr4]2-, [MnI4]2-, [FeBr4]2-, [CoCl4]2-, [CoBr4]2-, [NiCl4]2- e [CuCl4]2-.